# Can Ximenes
Can Ximenes és un edifici de Mataró (Maresme) protegit com a Bé Cultural d'Interès Local.

## Descripció
Es tracta d'un edifici en cantonada de planta baixa i tres plantes pis. El balcó longitudinal del primer pis i els capitells jònics de les pilastres de façana emmarquen el volum de l'edifici sobre la plaça. Els balcons del segon i tercer pis s'aguanten sobre cartel·les. En la part alta de l'edifici sobresurten una sèrie de dentellons sota la cornisa neoclàssica que aguanta l'acroteri llis i horitzontal. La planta baixa presenta quatre arcs, dos dels quals, a la cantonada, formen part de la capella de Sant Sebastià, restaurada a la dècada dels anys vuitanta, amb una escultura de Perecoll.

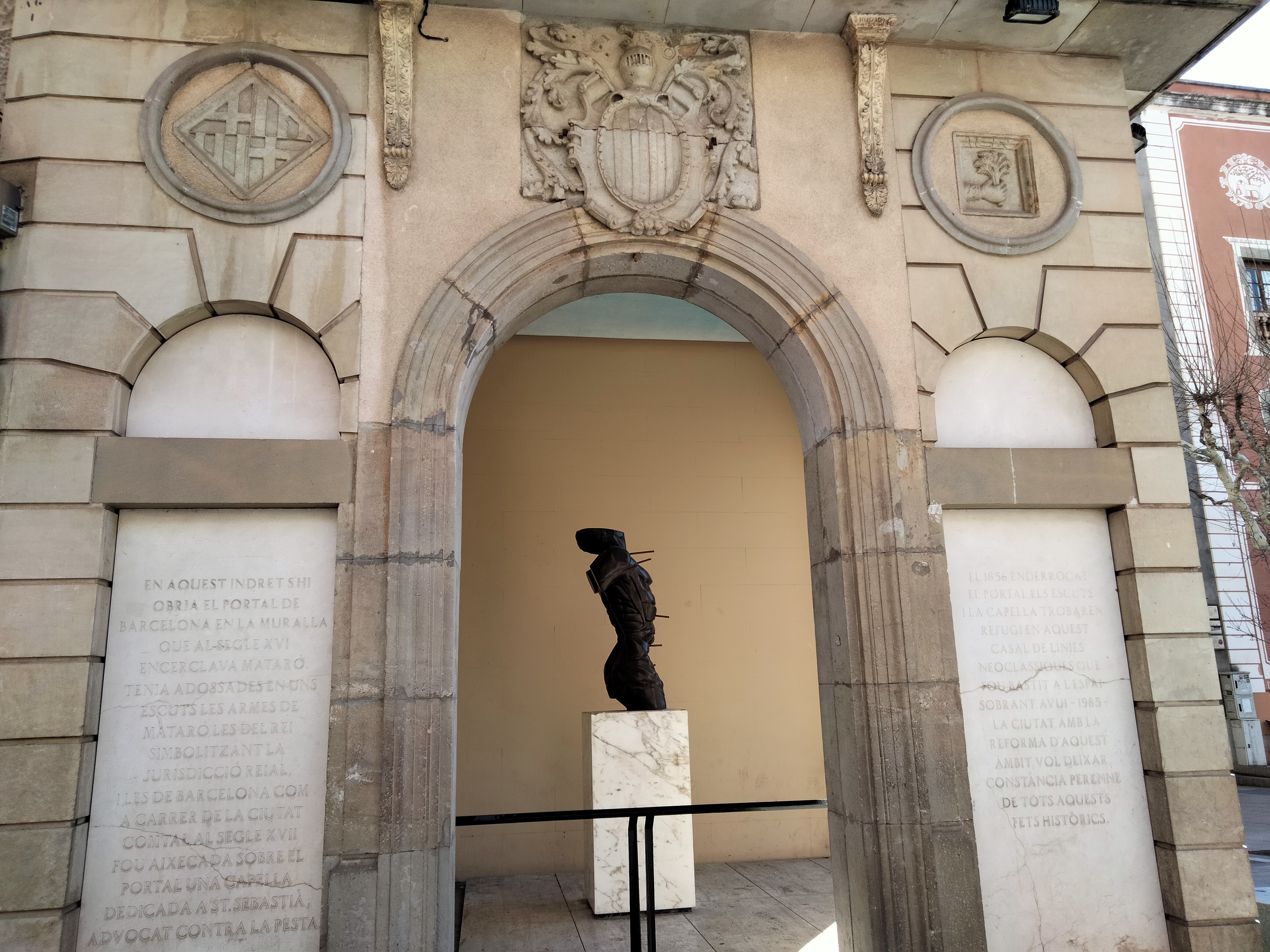
La capella de Sant Sebastià, als baixos de Can Ximenes

## Història
L'edifici neoclàssic està construït sobre terrenys pertanyents a l'antiga muralla. La façana conserva els escuts del Principat, de la ciutat i de Barcelona (segle xvi), procedents del portal de Barcelona de la muralla. L'edifici, enderrocat pel seu estat de ruïna, va ser reconstruït l'any 1980 per l'arquitecte Miquel Brullet i Monmany.